# McLaren M19A
O M19A é o modelo da McLaren das temporadas 1971 e 1972 da F1. 
Foi guiado por pilotos como Mark Donohue, Peter Gethin, Denny Hulme, David Hobbs, Brian Redman, Peter Revson e Jody Scheckter.
McLaren